# Naruto x Boruto: Ultimate Ninja Storm Connections
Naruto x Boruto: Ultimate Ninja Storm Connections es un videojuego de lucha desarrollado por CyberConnect2 y publicado por Bandai Namco Entertainment para PlayStation 4 y 5, Xbox Series X y Series S, Xbox One, Microsoft Windows (a través de Steam) y Nintendo Switch se estrenó en plataformas digitales el 17 de noviembre de 2023. Es la séptima y última entrega principal de la serie Naruto: Ultimate Ninja Storm inspirada en el manga Naruto de Masashi Kishimoto. El juego es una recopilación de entregas anteriores, incluyendo la última entrega lanzada en 2016, Naruto Shippuden: Ultimate Ninja Storm 4, el cual incluye contenido de Boruto. Esta entrega cuenta con una historia inédita única del mismo.
El 16 de enero de 2024 se confirmó la inclusión del primer DLC del juego, el cual incluye a Hagoromo Otsutsuki. El 21 de marzo de 2024 se confirmó la adición de Isshiki Ōtsutsuki como parte del segundo paquete de DLC. El 29 de mayo de 2024 se confirmó la actualización del juego a la 1.30, la cual incluye a Kurenai Yuhi como parte del contenido descargable entre otras mejoras y adiciones.